# Битка при Леняно
Битката при Леняно (на италиански: Battaglia di Legnano) се състои на 29 май 1176 г. в Ломбардия, край градчето Леняно, на 22 км от Милано. Сблъскват се армиите на свещения император Фридрих I Барбароса и Ломбардската лига – съюз на свободните градове в Северна Италия. Италианците печелят важна победа, която за известно време слага край на имперските опити за контрол над страната им.

## Предистория
Битката при Леняно е част от борбата за надмощие между императорите и папите, започнала век по-рано с конфликта между Хайнрих ІV и Григорий VІІ. Както обикновено, императорите подхождат със сила, превеждайки през Алпите своите армии. През 1174 г. Фридрих Барбароса (1152 – 1190) започва своя пети поход към Италия, привлечен от богатствата ѝ. В случая не толкова папата (Александър ІІІ), колкото свободните градове от Ломбардската лига са обект на германската агресия. Тя е създадена през 1167 г. от пет града по инициатива на Милано – по това време най-силния свободен град в района. Целта ѝ е именно защита от подобни походи. Фридрих успешно превзема Суза и Асти, след което започва ожесточена обсада на Алесандрия. Алесандрия е основана десет години по-рано от преселници от Милано. Те са избягали именно от войските на императора, затова градът има символично значение и за двете страни. В началото императорът се надсмива над неговите фортификации, като го нарича „град от слама“. Обсадата обаче се проточва през цялата зима и през април 1175 г. двете страни водят кратки преговори, без да постигнат нищо. Така войната продължава.
Същевременно Фридрих получава подкрепления от Германия и отива да ги посрещне на брега на езерото Комо. Това са 3000 войници, които той повежда към Павия. Италианците решават да предотвратят сливането на противниковите армии и препречват пътя на императора. Те изпращат 3500 души, в които включват прочутата „рота на смъртта“ – елитна войска от Милано и множество тежки каруци за войниците, известни като карочо (carroccio). С тях (карочо се използват като подвижни крепости) те заемат позиции край Леняно, изчаквайки имперската войска.

## Ход на сражението
Въпреки че знаят, че са близо, двете армии се сблъскват неочаквано и нямат време за подготовка. Един отряд от 700 конника от армията на лигата засича авангарда на Фридрих и го атакува. Схватката не е голяма, но привлича основните сили на двете страни. Първо пристига императорът и италианците отстъпват, но той вижда възможност да ги унищожи и нарежда обща атака. Имперската конница разпръсква силите на италианската по цялото бойно поле. Тогава Фридрих настъпва с пехотата, пред която се изправят мощните карочо. Скрити зад тях, италианците отбиват вражеските атаки. Най-активна е ротата на смъртта, чийто командир Алберто да Джусано се изявява като всеобщ ръководител. Имперските сили обаче не се отчайват и нападат отново и отново. Като вижда затрудненията, Фридрих се включва лично, за да окуражи хората си. Битката се ожесточава, падат много убити и от двете страни.
През това време италианските конници успяват да се съберат и да се реорганизират. С току-що дошлите подкрепления от Бреша, те нападат противниковата пехота в гръб. Успяват да си пробият път до обкръжението на императора и да го поставят в критично състояние. Първо свалят от коня знаменосеца на имперската войска, който загива прободен от копие. После пострадва и самия Фридрих. Конят му е смъртно ранен, а той изчезва между падащите тела от погледа на своите войници. Всички решават, че е убит и, притисната и обезверена, армията му отстъпва. Италианците не я оставят да прави това безпрепятствено и да се подреди за отбрана. Застигат я при река Тичино, където се разиграва последната част от битката. Във водите на реката загиват още няколкостотин имперски войници.

## Последици
Когато накрая имперските войници стигат до Павия, те съобщават за смъртта на Фридрих Барбароса и семейството му започва да го оплаква. Неочаквано за всички, след няколко дни той се появява в града, ранен на няколко места, но жив. Неспособен да наложи волята си над свободните градове, подкрепени от папата, той започва мирни преговори. През 1177 г. се подписва споразумение, според което императорът признава папата като водач на Вселенската църква и се въвежда 6-годишно примирие с Ломбардската лига. Когато то изтича, „гневът на двете страни вече се е охладил“ и се подписва окончателният договор в Констанц. В него императорът признава всички права на свободните градове: да имат свои закони и да определят данъците, да започват война и да сключват мир. Потвърждава се правото им сами да избират градските си съвети, въпреки че формално императорът ги назначава. Всеки град трябва да приеме по един имперски апелативен съдия. Точките от този договор са спазвани без възражения от Фридрих и неговите наследници до края на династията Хоенщауфен.
С оглед развитието на битката трудно е да се приеме твърдението, че „Леняно е първият голям триумф на пехотата над кавалерията... много години преди развитието на оръжията и тактиката да позволи тяхното изравняване“. По-вярно е, че тя показва „бавното издигане на силата на буржоазията, която засенчва упадъка на бронираните рицари.“

## Памет
През 1849 г. Джузепе Верди създава операта „Битката при Леняно“, поставена за първи път в Рим по време на кратката република, обявена в хода на Пролетта на народите.
В Леняно е издигнат паметник на участниците в битката, често, но погрешно приписван на Алберто да Джусано.
Леняно се споменава в химна на Италия: Dall'Alpi a Sicilia/Dovunque è Legnano (От Алпите до Сицилия/навсякъде е Леняно).